# Archidiecezja Birmingham

Herb Archidiecezji Birmingham

Archidiecezja Birmingham (łac. Archidiœcesis Birminghamiensis) – archidiecezja Kościoła rzymskokatolickiego, najważniejsza diecezja metropolii Birmingham. Swoim terytorium obejmuje hrabstwa Warwickshire, Oxfordshire, Staffordshire, West Midlands i Worcestershire.

## Historia
Powstała w 1688 roku jako wikariat apostolski Dystryktu Midland. W latach 1840–50 wikariat nosił nazwę Dystryktu Centralnego. W 1850 roku został podniesiony do rangi diecezji jako diecezja Birmingham, która jednocześnie uzyskała obecne granice. 28 października 1911 roku stała się ona archidiecezją. Władzę pasterską w diecezji obecnie pełni abp Bernard Longley.

## Dekanaty
Archidiecezja podzielona jest na 18 dekanatów:
- Dekanat Banbury
- Dekanat Birmingham Cathedral
- Dekanat Birmingham North
- Dekanat Birmingham South
- Dekanat Birmingham East
- Dekanat Coventry
- Dekanat Dudley
- Dekanat Kidderminster
- Dekanat Lichfield
- Dekanat North Staffordshire
- Dekanat Oxford North
- Dekanat Oxford South
- Dekanat Rugby
- Dekanat Stafford
- Dekanat Walsall
- Dekanat Warwick
- Dekanat Wolverhampton
- Dekanat Worcester

## Główne świątynie
- Archikatedra: Archikatedra św. Chada w Birmingham

## Biskupi i arcybiskupi Birmingham

### Wikariusze apostolscy Dystryktu Midland/Dystryktu Centralnego
- Bonaventure Joseph Giffard (1688–1703)
- George Witham (1702–1716)
- John Talbot Stonor (1715–1756)
- John Joseph Hornyold (1756–1778)
- Thomas Joseph Talbot (1778–1795)
- Charles Berington (1795–1798)
- Gregory Stapleton (1800–1802)
- John Milner (1803–1826)
- Thomas Walsh (1826–1848)
- William Bernard Ullathorne OSB (1848–1850)

### Biskupi Birmingham
- William Bernard Ullathorne OSB (1850–1888)
- Edward Ilsley (1888–1911)

### Arcybiskupi Birmingham
- Edward Ilsley (1911–1921)
- John McIntyre (1921–1928)
- Thomas Leighton Williams (1929–1946)
- Joseph Masterson (1947–1953)
- Francis Grimshaw (1954–1965)
- George Dwyer (1965–1981)
- Maurice Couve de Murville (1982–1999)
- Vincent Nichols (2000–2009)
- Bernard Longley (od 2009)